# Savimäe
Koordinaten: 58° 12′ N, 27° 19′ O
Savimäe (deutsch Marienberg) ist ein Dorf (estnisch küla) im Südosten Estlands. Es gehört zur Gemeinde Põlva (bis 2017 Mooste) im Kreis Põlva.

## Einwohnerschaft und Lage
Das Dorf hat 31 Einwohner (Stand 1. Januar 2017).
Der Ort liegt am Bach Savimäe oja, der westlich des Dorfkerns in den See Arojärv (auch Rasina Arujärv) fließt. Die Fläche des Sees beträgt etwa dreißig Hektar, seine größte Tiefe drei Meter.